# Kungscinklod
Kungscinklod (Cinclodes aricomae) är en akut utrotningshotad fågel i familjen ugnfåglar.

## Utseende och läten
Kungscinkloden är en 20 cm lång, mörk och stornäbbad ugnfågel. Ovansidan är mörkt chokladbrun, mörkast på hjässan. Vingarna är mörka med tydliga rostfärgade kanter som bildar ett vingband i flykten och stjärten är sotfärgad med ljusspetsade yttre stjärtpennor.
På huvudet syns ett smalt, beigefärgat ögonbrynsstreck, en stor och något nedåtböjd, mörk näbb samt beigevit och något fläckad strupe som sträcker sig mot halssidan. Resten av undersidan är gråbrun med beigevita fläckar och spolstreck på bröst och flanker. Bland lätena hörs raspiga och ljusa drillar och nasala "kiu" eller "kee".

## Utbredning och status
Fågeln förekommer i Anderna i södra Peru och det allra västligaste Bolivia (La Paz).

## Status och hot
Kungscinkloden tros ha en mycket liten världspopulation uppskattad till under 250 vuxna individer. Den är begränsad till en mycket fragmenterad och snabbt krympande levnadsmiljö. Internationella naturvårdsunionen IUCN kategoriserar arten som akut hotad.

## Namn
Gruppnamnet cinklod är en försvenskning av släktesnamnet Cinclodes, som i sin tur betyder "liknande Cinclus". Cinclus, en latinisering av grekiska kinklos (κιγκλος), var i antikens Grekland namnet på en oidentifierad fågel som levde nära vatten och är nu släktesnamnet för strömstarar. Typarten för släktet Cinclodes, mörkbukig cinklod, beskrevs ursprungligen i ärlesläktet Motacilla, men gavs ett nytt släktesnamn just för att den ansågs vara en ekologisk motsvarighet till strömstarar.